# Stanisław Gądek (policjant)
Stanisław Gądek (ur. 17 sierpnia 1899 w Grębowie, zm. 13–16 kwietnia 1940 w Twerze) – przodownik Policji Państwowej, ofiara zbrodni katyńskiej. 

## Życiorys
Urodził się w rodzinie Jana „Sakiety” i Ewy z Rutynów. Był młodszym bratem Walentego (1891–1955), kawalera Krzyża Niepodległości.
Członek Polskiej Organizacji Wojskowej. Brał udział w walkach w latach 1918-1921. Od 1922 pełni służbę w policji, w latach 1922 - 1933 − w Tarnobrzegu. W czasie pracy w tej jednostce ukończył Szkołę Policyjną we Lwowie. W okresie od 15 marca do 30 maja 1934 r. uczestniczył w IV specjalnym kursie dla Komendantów Posterunków Policji Państwowej, a następnie do 1937 służył jako komendant posterunku w Tarnowskiej Woli. Od 1937 r. do września 1939 r. komendant posterunku w Dębie. Na stopień przodownika mianowany 1 kwietnia 1933 r. 
Po wybuchu II wojny światowej, otrzymał rozkaz ewakuacji do Rumunii wraz z dokumentacją jednostki. Po agresji ZSRR na Polskę w dniu 17 września 1939 r. został wraz z całą grupą zatrzymany przez Armię Czerwoną i przewieziony do obozów przejściowych, kolejno w Przemyślu i Tarnopolu. Z Tarnopola trafił do specjalnego obozu NKWD w Ostaszkowie. Między 12 a 14 kwietnia 1940 został przekazany do dyspozycji naczelnika Obwodowego Zarządu NKWD w Kalininie (obecnie Twer). Między 13 a 16 kwietnia został zamordowany i pogrzebany w Miednoje. 
Pochowany na Polskim Cmentarzu Wojennym w Miednoje. Jego wojenne losy wyjaśniono dopiero w 1993. 
5 października 2007 roku Stanisław Gądek został pośmiertnie awansowany przez prezydenta Lecha Kaczyńskiego na stopień aspiranta Policji Państwowej. W dniu 28 lipca 2006 roku na budynku Komendy Miejskiej Policji w Tarnobrzegu odsłonięto tablicą zawierającą nazwiska policjantów z powiatu tarnobrzeskiego poległych na "nieludzkiej ziemi". Tablicę umieszczono z inicjatywy Tarnobrzeskiego Towarzystwa Historycznego.
W dniu 17 września 2016 roku na Cmentarzu Katedralnym w Sandomierzu z inicjatywy burmistrza Sandomierza oraz Związku Oficerów Rezerwy RP posadzono Dąb Pamięci ku czci Stanisława Gądka. 

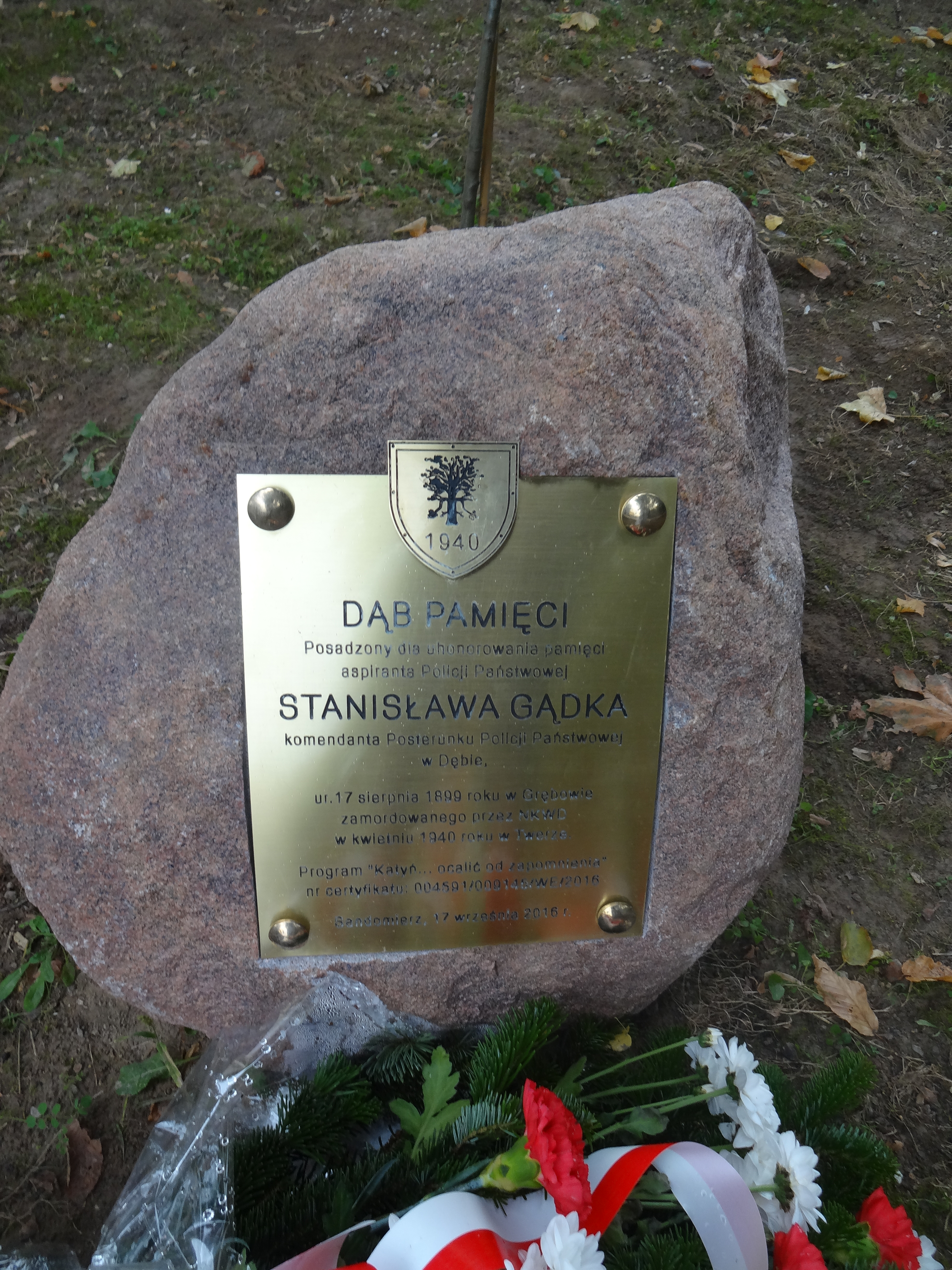
Dąb Pamięci zasadzony ku czci asp. PP Stanisława Gądka

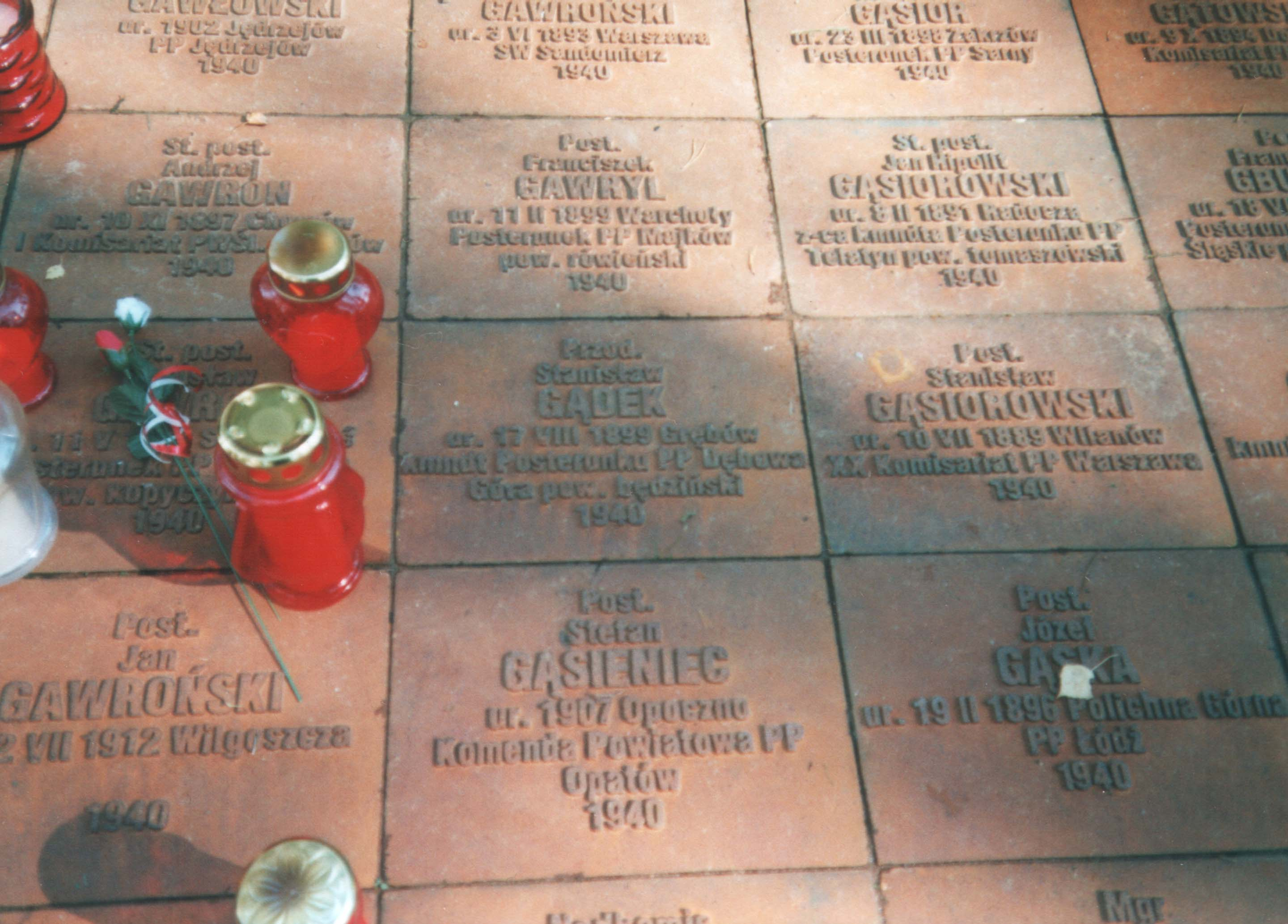
Tablica imienna z Polskiego Cmentarza Wojennego w Miednoje

## Odznaczenia
- Brązowy Krzyż Zasługi
- Medal Pamiątkowy za Wojnę 1918–1921
- Krzyż Kampanii Wrześniowej 1939 r. - 1 stycznia 1986 (pośmiertnie)[8]
- Medal Dziesięciolecia Odzyskanej Niepodległości
- Krzyż Wojenny Orderu Virtuti Militari (NR14384) - zbiorowo dla wszystkich ofiar zbrodni katyńskiej, 11 listopada 1976 (pośmiertnie)[9]